# Siphonosmanthus
Siphonosmanthus  é um gênero botânico da família Oleaceae

## Espécies
- Siphonosmanthus delavayi
- Siphonosmanthus suavis
- Siphonosmanthus venosus

## Nome e referências
Siphonosmanthus Stapf , 1929